# Радован Самарџић
Радован Самарџић (Сарајево, 22. октобар 1922 — Београд, 1. фебруар 1994) био је српски историчар и академик САНУ.

## Биографија
Основну и средњу школу завршио је у родном Сарајеву. Дипломирао је на групи за историју Филозофског факултета у Београду (1949). Постао је асистент на предмету Општа историја новог века (1950). Докторирао је код Јорја Тадића на теми из дубровачке историје (1956). Прошао је кроз сва наставничка звања на Филозофском факултету и све до пензионисања био шеф Катедре за општу историју новог века. Провео је годину дана у Паризу (1957-1958) код Фернана Бродела проучавајући историју Медитерана. Своје друго усавршавање имао је на Институту за европску историју у Мајнцу (1967-1968).
Самарџић је био на челу разних установа и уредник публикација, декан Филозофског факултета, дописни и редовни члан САНУ, секретар Одељења историјских наука САНУ, директор Балканолошког института (1978-1989), председник Српске књижевне задруге, главни уредник Југословенског историјског часописа. Био је један од приређивача сабраних дела Слободана Јовановића.
Самарџић се у истраживању прошлости бавио раздобљем од XVI до XX века, покривао је више области опште и националне историје, а био је највише окренут Медитерану, Османском царству, балканском простору и, у тим оквирима, судбини српског народа. Почеци његовог научног рада, али и вишегодишњи труд били су везани за проучавање историје Дубровника. То је већ најавила његова докторска дисертација Дубровачки песник и дипломата Јакета Палмотић. Круну његовог рада у тој области представља дело Велики век Дубровника (1962) у којем је на основу грађе из Дубровачког и Венецијанског архива обрадио збивања из живота ове медитеранске државице, везана за XVII век и обележена земљотресом 1667, али истовремено и босанскохерцеговачко залеђе као и атмосферу на простору Леванта.
Другу област његовог истраживања прошлости представља Османско царство у XVI и XVII веку. У жељи да читаоцу дочара сјај и сумрак велике империје, он се определио да то учини преко биографија крупних личности које су најбоље одсликавале епоху - везира Мехмеда Соколовића, султана Сулејмана и Османа II. Из свега тога је проистекла трилогија у којој је на оригиналан начин спојен научни и литерарни приступ: "Мехмед Соколовић", "Сулејман и Рокселана" и "Осман". Последња од ове три књиге објављена је постхумно.
Значајно место у тематици за коју је Самарџић показао велико интересовање била је прошлост Београда, Србије и српског народа. Написао је више радова који су ушли у тротомну Историју Београда, а односили су се на време под турском влашћу, затим науку и књижевност у ослобођеном граду и на разна друга питања.
Поред руковођења стварањем Историје српског народа, Самарџић је и писац значајних делова у трећој, четвртој и шестој књизи које се односе, у првом реду, на положај Срба под турском влашћу али и на ратове у XVIII веку, као и одељака о српској култури у XIX и XX веку. Написао је и више есеја у којима разматра судбину српског народа, духовну основу његових покрета, настојећи да у њима успостави вертикалу српске историје. Сакупио их је у књизи Идеје за српску историју (1989). С тим у вези је и његово интересовање за језгро српског народа, Косово и Метохију, што је нарочито дошло до изражаја у књизи Косово и Метохија у српској историји (1989) коју је он уредио и за њу написао предговор. Косовско предање као исходиште свега што ће касније доживети српски народ и Косово и Метохију као огледало успона и падова, обрадио је у другој књизи посвећеној културној историји Срба, Косовско опредељење (1990). Свему овоме треба додати синтетички преглед историје југословенских народа до њиховог уједињења који је написао за југословенско издање Опште енциклопедије Larousse.
Сакупивши велику грађу приликом својих истраживања, Самарџић је један њен део критички публиковао. Акта из Дубровачког архива представио је у књизи Борба Дубровника за опстанак после великог земљотреса 1667. Архивска грађа 1667-1670. Изворе пронађене у Паризу објавио је у књизи Београд и Србија у списима француских савременика. XVI-XVII век (1961). Дугогодишње занимање за рад Вука Караџића крунисао је издавањем његових Историјских списа I-II а затим издањем Данице за 1826, 1827, 1829, 1834 (1969) као и Трећом књигом српских народних пјесама. Такође, истакао се радовима Србија 1878, Из српске историје, Писци српске историје I-IV, На рубу историје. 
Остала су необјављена његова предавања студентима посвећена историји историографије и курсеви Опште историје новог века који се чувају у његовој заоставштини.
Самарџић се интензивно бавио изучавањем историје српске историографије. Разматрао је различита питања из ове области настојећи да истражи место српских историографских списа у европским оквирима (код Мавра Орбина), посебно се бавио проблемом историјског у српским народним песмама и историографским радом Вука Стефановића Караџића и Слободана Јовановића. Такође је разматрао и питања историјске свести у делима која су обликовала српску политику (код Јована Рајића и у Начертанију Илије Гарашанина), а читав низ мањих студија, често првобитно објављених у виду предговора, посветио је својим колегама, савременим српским историчарима.
Његов син је историчар Никола Самарџић.

## Одабрана дела
- Самарџић, Радован (1961). Београд и Србија у списима француских савременика: XVI-XVII век. Београд: Историјски архив Београда.
- Самарџић, Радован (1962). Велики век Дубровника. Београд: Просвета.
- Самарџић, Радован (1971). Мехмед Соколовић (1. изд.). Београд: Српска књижевна задруга.
- Самарџић, Радован (1976). Сулејман и Рокселана (1. изд.). Београд: Српска књижевна задруга.
- Самарџић, Радован (1976). Писци српске историје. 1. Београд: Просвета.
- Самарџић, Радован (1981). Писци српске историје. 2. Београд: Просвета.
- Самарџић, Радован (1983). „Наука код Срба у XIX и XX веку”. Историја српског народа. 6 (2). Београд: Српска књижевна задруга. стр. 462—505.
- Самарџић, Радован (1986). Писци српске историје. 3. Београд: Просвета.
- Самарџић, Радован (1986). „Срби у Турском царству 1699-1716”. Историја српског народа. 4 (1). Београд: Српска књижевна задруга. стр. 7—30.
- Самарџић, Радован (1986). „Срби у Турском царству 1718-1737”. Историја српског народа. 4 (1). Београд: Српска књижевна задруга. стр. 89—105.
- Самарџић, Радован (1986). „Срби у Турском царству од Београдског мира до првог устанка 1739-1804. - Унутрашњи живот”. Историја српског народа. 4 (1). Београд: Српска књижевна задруга. стр. 306—350.
- Самарџић, Радован (1986). „Босна и Херцеговина у XVIII веку”. Историја српског народа. 4 (1). Београд: Српска књижевна задруга. стр. 432—497.
- Самарџић, Радован (1986). „Српска црква у Турском царству 1690-1766”. Историја српског народа. 4 (1). Београд: Српска књижевна задруга. стр. 531—552.
- Самарџић, Радован (1993). „Српски народ под турском влашћу”. Историја српског народа. 3 (1). Београд: Српска књижевна задруга. стр. 5—114.
- Самарџић, Радован (1993). „Срби у ратовима Турске до 1683”. Историја српског народа. 3 (1). Београд: Српска књижевна задруга. стр. 115—424.
- Самарџић, Радован (1993). „Српска православна црква у XVI и XVII веку”. Историја српског народа. 3 (2). Београд: Српска књижевна задруга. стр. 5—102.
- Самарџић, Радован (1989). Идеје за српску историју. Београд: Југославијапублик.
- Самарџић, Радован (1990). Косовско опредељење: Историјски огледи. Београд: Српска књижевна задруга.
- Самарџић, Радован (1991). Сеобе у српској историји (време туђинске власти, до 1739). Београд: Политика и друштво; Научна књига.
- Самарџић, Радован (1994). Писци српске историје. 4. Београд: Просвета.
- Самарџић, Радован (1994). На рубу историје. Београд: БИГЗ; СКЗ.
- Самарџић, Радован (1994). Осман (1. изд.). Београд: Српска књижевна задруга.